# Софьина, Галина Константиновна
Галина Константиновна Софьина (7 марта 1942, Казань — 11 октября 2019, Люберцы, Московская область) — советская легкоатлетка, выступавшая в пятиборье, советский и российский тренер. Участница летних Олимпийских игр 1968 года.

## Биография
Галина Софьина родилась 7 марта 1942 года в Казани.
Выступала в легкоатлетических соревнованиях за «Спартак» из Московской области. В 1962 году завоевала бронзовую медаль чемпионата СССР по эстафетному бегу. Команда российского «Спартака», в которую также входили А. Тютикова, Анна Зимина и Римма Пархоменко, заняла 3-е место в эстафете 4х200 метров с результатом 1 минута 40,2 секунды.
В 1968 году стала чемпионкой СССР по лёгкой атлетике в пятиборье, набрав 5038 очков и установив рекорд страны.
В 1968 году вошла в состав сборной СССР на летних Олимпийских играх в Мехико. Заняла 28-е место в пятиборье, набрав 3828 очков и уступив 1270 очков завоевавшей золото Ингрид Беккер из ФРГ. Софьина осталась без результата в последнем виде программы — беге на 200 метров.
Мастер спорта СССР.
По окончании выступлений работала тренером. Была старшим тренером центрального совета спортивного общества «Спартак», трудилась в спортивных школах в Жуковском и Люберцах.
Умерла 11 октября 2019 года. Похоронена на Ново-Люберецком кладбище.

## Личный рекорд
- Пятиборье — 5038 (1968)[1]

## Семья
Сын — Павел Софьин (род. 1981), легкоатлет, выступал в толкании ядра, тренировался под началом матери. Участник летних Олимпийских игр 2004 и 2008 годов, бронзовый призёр чемпионата мира в помещении 2006 года.